# Niederstetten
Niederstetten (tiếng Đức: [niː.dɐˈʃtɛ.tn̩] ⓘ) là một thị trấn nằm ở huyện Main-Tauber-Kreis, thuộc bang Baden-Württemberg, Đức. Nơi đây nằm cách Bad Mergentheim 14 km về phía đông nam và cách Rothenburg ob der Tauber 19 km về phía tây.